# MC Erik & Barbara
Mc Erik & Barbara byl název dvoučlenné slovenské hudební skupiny, která působila v druhé polovině devadesátých let 20. století a produkovala skladby ve stylu eurodance a pop.

## Historie
Skupina byla založena v březnu roku 1995 odpadlíky ze slovenské skupiny Maduar, skladatelem a zpěvákem Erikem Arestou a zpěvačkou Barbarou Haščákovou. Téhož roku Erik a Barbara podepsali s firmou Polygram smlouvu na vydání tří alb do roku 1997 a vydali první společný singl I'm Free, záhy následovaný singlem U Can't Stop a stejnojmenným albem, které se stalo bestsellerem v celé Evropě.
V březnu roku 1996 Mc Erik & Barbara vydávají singl Save the Jungle, doprovázený videoklipem, situovaným do scifi prostředí, v srpnu zaznamenávají velký úspěch s reedicí alba U Can't Stop v Německu, Belgii, Finsku a Švýcarsku, téhož roku také reprezentují Slovensko na soutěži Eurovision a pořádají rozsáhlé turné po Evropě.
Roku 1997 Erik s Barbarou zaznamenávají ohromný úspěch v Japonsku a nahrávají videoklipy pro singly U Can't Stop, Summer Nights '95, Keď príde láska, Save the Jungle, Anjel II, It's Your Day, Dancing Queen, Never Gonna a Sen.
Od roku 1998 spolupráce Erika a Barbary upadá a každý se věnuje svým sólovým projektům.
V roce 2010 vydali Erik a Barbara nové CD s názvem 2010, tentokrát u společnosti TRUSTIA, obsahující čtrnáct songů – sedm nově nahraných největších hitů, pět nových skladeb a dva remixy.

## Protagonisté skupiny
- Erik Aresta
- Barbara Haščáková

## Diskografie

### U Can't Stop (1995)
- 01 – U Can't Stop (Radio Edit)
- 02 – I Love This Game
- 03 – Save the Jungle
- 04 – I Wish An Another Day
- 05 – Forever Friends
- 06 – My Dream
- 07 – I'm Free
- 08 – Keď príde láska
- 09 – Be Happy
- 10 – Summer Nights '95
- 11 – U Can't Stop (7" Club)

### U Can't Stop 96' version (1996)
- 01 – U Can't Stop (radio edit)
- 02 – I Love This Game
- 03 – Save the Jungle
- 04 – I Wish an Another Day
- 05 – Forever Friends
- 06 – My Dream
- 07 – I'm Free
- 08 – Keď príde láska
- 09 – Be Happy
- 10 – Summer Nights '95
- 11 – Hideaway
- 12 – Let the Party Go on
- 13 – U Can't Stop (7" Club)

Bonus tracks
- 14 – Anjel II
- 15 – Ked príde láska

### Second (1996)
- 01 – Never Gonna
- 02 – Dancing Queen
- 03 – It's Your Day
- 04 – Livin' in a World of Love
- 05 – Hey You
- 06 – 'cause I Love You
- 07 – Good Vibrations
- 08 – I Like It
- 09 – Got to Be Friends
- 10 – I Don't Wanna Lose You
- 11 – Fire for Love
- 12 – See the Light
- 13 – Sen (bonus)

### Second and More (1997)
- 01 – Dancing Queen ( My funk mix)
- 02 – It's your Day ( 7 House mix)
- 03 – Here I Come
- 04 – Never Gonna
- 05 – 'cause I Love You
- 06 – She's Faithfull
- 07 – I Don't Wanna Lose You
- 08 – Hey You
- 09 – I Like It
- 10 – Raise Your Hands
- 11 – Come on, Baby
- 12 – Good Vibrations
- 13 – It's Your Day (album version)
- 14 – Living in the World of Love
- 15 – Dancing Queen (album version)
- 16 – Sen

### Gold – zlaté hity (1999)
- 01 – Sugar Sugar
- 02 – Summer Nights '99
- 03 – Ja ťa veľmi chcem
- 04 – Kiss My Honey
- 05 – Dancing Queen
- 06 – I Can't Be with You
- 07 – Anjel II.
- 08 – I Love This Game
- 09 – I'm Free
- 10 – It's Your Day
- 11 – Never Gonna
- 12 – Sen
- 13 – Keď príde láska
- 14 – Save the Jungle
- 15 – Hey Man
- 16 – Tajné miesto
- 17 – U Can't Stop
- 18 – Summer Nights '95
- 19 – Sugar Sugar (unplugged)

### 2010 (2010)
- 01 – U Can't Stop 200
- 02 – I Feel Good 2010
- 03 – Keď príde láska 2010
- 04 – Save The Jungle 2010
- 05 – Do It 2010
- 06 – I Know What I Want
- 07 – Sen 2010
- 08 – It's Your Day 2010
- 09 – It Will Be Fine
- 10 – Lady Of Your Life
- 11 – Do It (reggae remix)
- 12 – Save The Jungle (remix)
- 13 – I Wish Upon A Star
- 14 – You Will Not

cz.imusic-shop.eu/story-mc-erik-and-barbara-ked-pride-laska[nedostupný zdroj]